# Selective Service System

Sigill.

Selective Service System är den fristående myndighet i USA dit alla män i landet måste registrera sig så att de kan kallas in i militären i yttersta nödfall om USA återinför värnplikt.
Kvinnor behöver inte registrera sig. Om det i framtiden skulle bli så att kvinnor också måste registrera sig, måste USA:s kongress först ändra lagen.
1981 beslutade USA:s högsta domstol i fallet Rostker mot Goldberg att detta inte stred mot USA:s konstitution, eftersom kvinnor ändå inte fick delta i stridande förband."

## Direktörer
|     | Direktörer               | Period                            | Utsedd av             |
| --- | ------------------------ | --------------------------------- | --------------------- |
| 1.  | Clarence Addison Dykstra | 15 oktober 1940 – 1 april 1941    | Franklin D. Roosevelt |
| 2.  | Lewis Blaine Hershey     | 1 juli 1941 – 15 februari 1970    | Franklin D. Roosevelt |
|     | DeEe Ingold              | 15 februari 1970– 6 april 1970    | (Tillförordnad)       |
| 3.  | Dr. Curtis W. Tarr       | 6 april 1970 – 1 maj 1972         | Richard Nixon         |
|     | Byron V. Pepitone        | 1 maj 1972 – 1 april 1973         | (Tillförordnad)       |
| 4.  | Byron V. Pepitone        | 2 april 1973 – 31 juli 1977       | Richard Nixon         |
|     | Robert E. Shuck          | 1 augusti 1977 – 25 november 1979 | (Tillförordnad)       |
| 5.  | Bernard D. Rostker       | 26 november 1979 – 3 juli 1981    | Jimmy Carter          |
|     | Dr. James G. Bond        | 1 augusti 1981 – 30 oktober 1981  | (Tillförordnad)       |
| 6.  | Thomas K. Turnage        | 30 oktober 1981 – 23 mars 1986    | Ronald Reagan         |
|     | Wilfred L. Ebel          | 24 mars 1986 – 8 juli 1987        | (Tillförordnad)       |
|     | Jerry D. Jennings        | 9 juli 1987 – 17 december 1987    | (Tillförordnad)       |
| 7.  | Samuel K. Lessey Jr.     | 18 december 1987 – 7 mars 1991    | Ronald Reagan         |
| 8.  | Robert W. Gambino        | 8 mars 1991 – 31 januari 1994     | George H. W. Bush     |
|     | G. Huntington Banister   | 1 februari 1994 – 6 oktober 1994  | (Tillförordnad)       |
| 9.  | Gil Coronado             | 7 oktober 1994 – 23 maj 2001      | Bill Clinton          |
| 10. | Alfred V. Rascon         | 24 maj 2001 – 2 januari 2003      | George W. Bush        |
|     | Lewis C. Brodsky         | 3 januari 2003 – 28 april 2004    | (Tillförordnad)       |
|     | Jack Martin              | 29 april 2004 – 28 november 2004  | (Tillförordnad)       |
| 11. | William A. Chatfield     | 29 november 2004 – 29 maj 2009    | George W. Bush        |
|     | Ernest E. Garcia         | 29 maj 2009 – 4 december 2009     | (Tillförordnad)       |
| 12. | Lawrence Romo            | 4 december 2009 –                 | Barack Obama          |

### Fotnoter
1. ↑  Who must register? Arkiverad 7 maj 2009 hämtat från the Wayback Machine., When to register Arkiverad 29 april 2015 hämtat från the Wayback Machine., Selective Service System.
2. ↑  ”Arkiverade kopian”. Arkiverad från originalet den 1 juni 2015. https://web.archive.org/web/20150601050401/https://www.sss.gov/Status.html. Läst 10 september 2012.
3. ↑  ”Women Aren't Required to Register”. http://www.sss.gov/FSwomen.htm.
4. ↑  ”Rostker v. Goldberg, 453 U.S. 57 (1981)”. http://www.american.edu/dgolash/rostker.htm.
5. ↑  ”Past Directors Of The Selective Service System”. Sss.gov. Arkiverad från originalet den 15 september 2012. https://web.archive.org/web/20120915134535/http://www.sss.gov/previousdir.htm. Läst 8 april 2011.